# Table occidentale

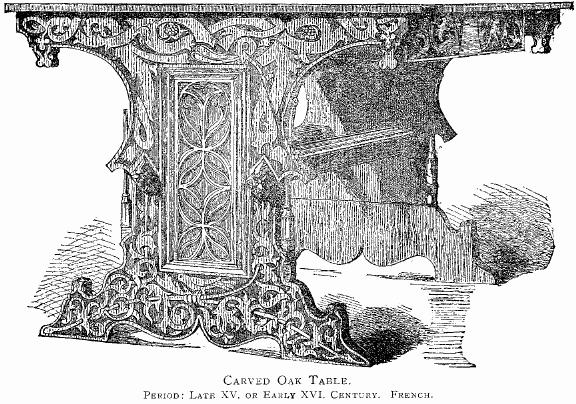

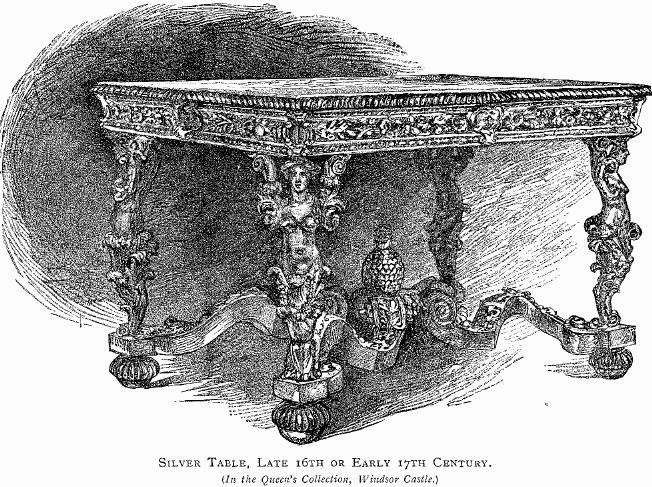

La table occidentale est la transformation à la Renaissance, en un meuble construit, de l'ensemble du plateau et des tréteaux du Moyen Âge, qui étaient dressés pour l'usage et remisés ensuite ou transportés à cheval dans les lieux de résidence des classes aisées — ensemble qu'on appelle table. 
S'il existe des tables fixes, ce sont d'abord celles des communautés religieuses, installées à demeure, dans le réfectoire.
Au XVIe siècle, le plateau est donc fixé sur des pieds réunis par une traverse. Il est prétexte, comme beaucoup d'objets quotidiens des gens aisés, à l'ostentation, l'étalage de la richesse des maîtres des lieux et propriétaires lors des réceptions.
La table peut être en bois ou en pierre, et comporte des éléments ouvragés inspirés directement de l'architecture : frise, colonne, chapiteau, rinceau, pilastre, volute, traverse en arcature… C'est un vrai objet d'apparat sculpté, dessiné, et réalisé par les meilleurs artistes. 

## Œuvres typiques
Table Farnese,
En marbre, albâtre et pierres semi-précieuses (95,9 cm x 381 cm x 168,3 cm), c'est une pièce monumentale exécutée d'après les dessins de l'architecte Giacomo Barozzi da Vignola, pour le  Palazzo Farnese de Rome. Elle porte les emblèmes de la maison Farnese sur le plateau et les armes du cardinal Alessandro Farnese sur les pieds en marbre.
Table en éventail du Château d'Écouen,
Dite « en éventail », elle est en bois, d'une hauteur  de 82 cm, et date de la deuxième moitié du XVIe siècle. Elle dispose de pieds étroits en bas et s'évasant en haut en forme d'éventail, au décor richement sculpté de volutes, rinceaux et fruits, rattachés en leur milieu par un pilastre cannelé. 